# Calo (Vimianzo)
Calo (llamada oficialmente San Xoán de Calo) es una parroquia y una aldea española del municipio de Vimianzo, en la provincia de La Coruña, Galicia.

## Entidades de población
Entidades de población que forman parte de la parroquia:
- Calabanda
- Calo
- Magro
- Penedo (O Penedo)
- Pasarela
- O Foxo
- A Gándara de Lamas

## Demografía

### Parroquia
| Gráfica de evolución demográfica de Calo (parroquia) entre 2000 y 2019 |
|                                                                        |
| Datos según el nomenclátor publicado por el INE.                       |

### Aldea
| Gráfica de evolución demográfica de Calo (aldea) entre 2000 y 2019 |
|                                                                    |
| Datos según el nomenclátor publicado por el INE.                   |